# آرژانتو-سیو-آرمانسون
آرژانتو-سیو-آرمانسون (به فرانسوی: Argenteuil-sur-Armançon) یک کمون در فرانسه است که در canton of Ancy-le-Franc واقع شده‌است. آرژانتو-سیو-آرمانسون ۳۰٫۵۱ کیلومتر مربع مساحت دارد.